# SKテレテック
SKテレテックは大韓民国にかつて存在した携帯電話製造会社。携帯電話通信事業者であるSKテレコムの子会社であった。
現在はパンテック&キュリテルに買収され、同社の一部門となっている。

## 沿革
- 1998年 - SKテレコム、京セラと合弁でSKテレテックを設立
- 2004年 - 海外進出を目指して京セラとの合弁を解消、SKテレコムの完全子会社になる
- 2005年 - SKテレコム、パンテック&キュリテルにSKテレテックを4,000億ウォンで売却

同年末、パンテック&キュリテル（正確にはグループ内のパンテック社）、SKテレテックを吸収合併

## 概要
端末の種類を増やして他の事業者との差別化を図る目的で、SKテレコムにより設立された携帯電話メーカーである。設立当初からSKY(SK+Kyocera）ブランドを韓国内で展開しており、パンテック&キュリテルに吸収された後も有力なブランドとして継続されている。
設立の経緯から主にSKテレコム向けに端末を供給していたが、最近はLGユープラスやKTFにも端末を供給している。
性能は普通だが、デザインに特に力を入れている。一方でアプリケーションプロセッサとしてルネサス テクノロジのSH-Mobileを多品種に採用、VODやDMBなど超ハイエンドスペックを端末上で実現している。(例IM-8300, IM-6400, IM-7200, IM-U110など多機種)